# Râul Vlădila
Râul Vlădila este un curs de apă, afluent al Oltului. 